# Pascal Vandevoort
Pascal Vandevoort (24 september 1971) is een Belgische schaker. Hij is sinds 2005 een internationaal meester (IM). 
In 1985 nam hij deel aan het wereldkampioenschap voor jeugd tot 14 jaar in Lomas de Zamora en eindigde op een gedeelde 6e-12e plaats.
In juli 1992 werd Vandevoort met 8.5 pt. uit 12 tweede bij het in het Waalse Morlanwelz gehouden kampioenschap van België.
Op het 20e open toernooi van Gent, in 1997, eindigde Vandevoort met 7 pt. uit 9 op een gedeeld 5e-18e plaats.